# Dov Moran

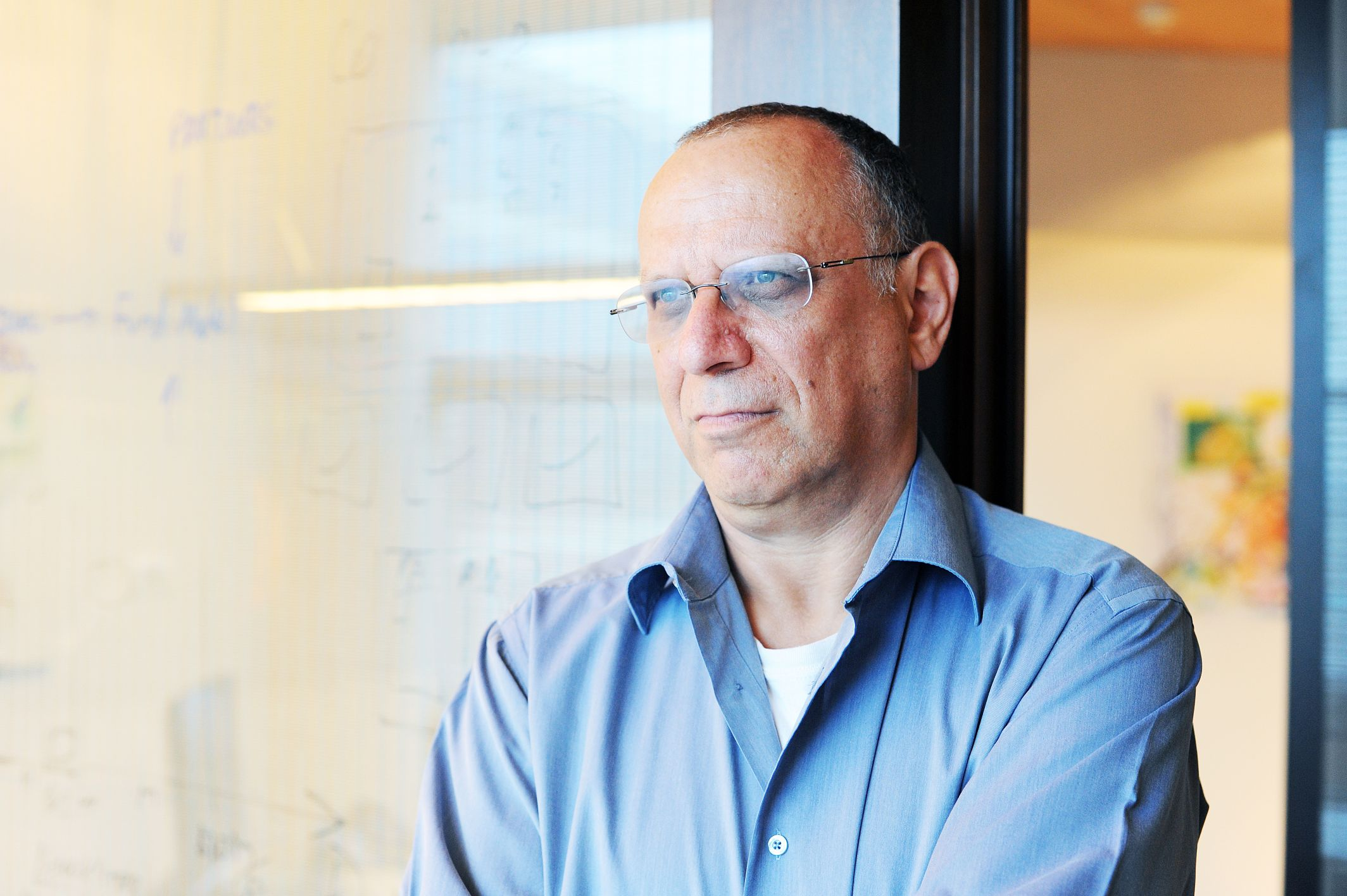
Dov Moran

Dov Moran (* 1956) ist ein israelischer Ingenieur, Erfinder und Geschäftsmann.
Moran ist Absolvent der israelischen technischen Hochschule Technion.
Er gründete 1989 die Firma M-Systems. Diese Firma entwickelte unter anderem die Speicher-Technologien DiskOnKey und DiskOnChip, die maßgebliche Bestandteile von Flash-Speichern sind.
Als er Geschäftsfreunden eine Powerpoint-Präsentation vorführen wollte, versagte sein Notebook, auf dem die einzige Kopie seiner Präsentation gespeichert war, da sie zu groß für eine Diskette war. Dies brachte ihn auf die Idee, ein Speichermedium zu entwickeln, das klein und robust war und genügend Daten speichern konnte. Aufgrund dieser Idee entwickelte er mit seiner Firma M-Systems den USB-Stick und gilt daher als sein Erfinder. 2012 wurde er dafür mit dem Eduard-Rhein-Preis ausgezeichnet.
Ende 2006 wurde M-Systems für 1,6 Milliarden US-Dollar an die SanDisk Corp. verkauft.
Heute ist Dov Moran Gründer und Vorsitzender der Firma modu. Diese Gesellschaft arbeitet an der Entwicklung des modu, einem modularen Handy, das zusammen mit zahlreichen Zusatzgeräten (sogenannten Jackets) verwendet werden kann und das seit 2009 in mehreren Ländern auf den Markt kam.